# Michael Ryderstedt
Michael Ryderstedt (* 12. November 1984 in Stockholm) ist ein ehemaliger schwedischer Tennisspieler.

## Karriere
Ryderstedt konnte auf der Challenger Tour drei Titel gewinnen, einen im Einzel und zwei im Doppel. Bei Grand-Slam-Turnieren scheiterte er stets in der Qualifikation. Seinen größten Erfolg auf der ATP World Tour feierte Ryderstedt 2008 beim Turnier in Stockholm. Zusammen mit Johan Brunström erreichte er das Finale der Doppelkonkurrenz, in dem sie Jonas Björkman und Kevin Ullyett in zwei Sätzen unterlagen. Ryderstedt beendete im Oktober 2012 seine Karriere.
Er bestritt 2011 und 2012 insgesamt drei Begegnungen für die schwedische Davis-Cup-Mannschaft. Er verlor sämtliche Partien, fünf im Einzel und eine Partie im Doppel. Vier seiner fünf Einzelpartien bestritt er allerdings gegen Spieler aus den Top 20 der ATP-Weltrangliste.

## Erfolge
| Legende (Anzahl der Siege)                       |
| Grand Slam                                       |
| Tennis Masters Cup ATP World Tour Finals         |
| ATP Masters Series ATP World Tour Masters 1000   |
| ATP International Series Gold ATP World Tour 500 |
| ATP International Series ATP World Tour 250      |
| ATP Challenger Tour (3)                          |

### Einzel

#### Turniersiege
| Nr. | Datum           | Turnier | Belag     | Finalgegner | Ergebnis        |
| --- | --------------- | ------- | --------- | ----------- | --------------- |
| 1.  | 7. Februar 2005 | Dallas  | Hartplatz | André Sá    | 6:72, 7:65, 6:2 |

### Doppel

#### Turniersiege
| Nr. | Datum          | Turnier | Belag | Partner         | Finalgegner                           | Ergebnis         |
| --- | -------------- | ------- | ----- | --------------- | ------------------------------------- | ---------------- |
| 1.  | 1. Mai 2006    | Telde   | Sand  | Adam Chadaj     | Daniel Muñoz de la Nava David Marrero | 5:7, 6:3, [10:7] |
| 2.  | 3. August 2008 | Tampere | Sand  | Ervin Eleskovic | Harri Heliövaara Henri Kontinen       | 6:3, 6:4         |

#### Finalteilnahmen
| Nr. | Datum            | Turnier   | Belag         | Partner         | Finalgegner                  | Ergebnis |
| --- | ---------------- | --------- | ------------- | --------------- | ---------------------------- | -------- |
| 1.  | 12. Oktober 2008 | Stockholm | Hartplatz (i) | Johan Brunström | Jonas Björkman Kevin Ullyett | 1:6, 3:6 |